# Група Коксетера
Група Коксетера — група, породжена відображеннями в гранях {\displaystyle n}-вимірного многогранника, в якого кожен двогранний кут становить цілу частину від {\displaystyle \pi } (тобто дорівнює {\displaystyle \pi /k} для деякого цілого {\displaystyle k}). Такі многогранники називаються многогранниками Коксетера. Групи Коксетера визначаються для багатогранників у евклідовому просторі, на сфері, а також у гіперболічному просторі.

## Приклади
- Скінченним групам Коксетера ізоморфні, зокрема, групи Вейля простих алгебр Лі.
- Многогранники Коксетера в евклідовому просторі розмірності {\displaystyle n}:
  - {\displaystyle n}-вимірний куб довільної розмірності.
  - {\displaystyle n}-вимірний симплекс, утворений точками з координатами {\displaystyle (x_{1},x_{2},\dots ,x_{n})} такими, що {\displaystyle 0\leqslant x_{1}\leqslant x_{2}\leqslant \ldots \leqslant x_{n}\leqslant 1}.
- Многогранники Коксетера в одиничній сфері розмірності {\displaystyle n}:
  - правильний {\displaystyle n}-вимірний симплекс зі стороною {\displaystyle \pi /2}.
- Многогранники Коксетера у гіперболічних просторах:
  - Правильний {\displaystyle k}- многокутник із кутом {\displaystyle \pi /m}.
  - Правильний прямокутний додекаедр у розмірності {\displaystyle 3}.
  - Правильний прямокутний стодвадцятикомірник у розмірності {\displaystyle 4}.

## Властивості
- Групи Коксетера описуються і класифікуються за допомогою діаграм Коксетера — Динкіна.
- Многогранник Коксетера є фундаментальною областю дії групи Коксетера.
  - Зокрема, многогранник Коксетера замощує простір.
  - Зокрема, будь-яка евклідова група Коксетера є прикладом точкової групи.
- Теорема Вінберга[1]. У гіперболічних просторах всіх досить великих розмірностей обмежених многогранників Коксетера не існує.
- Сферичні многогранники Коксетера є симплексами.
- Многогранники Коксетера є простими.
- Позначимо через {\displaystyle \{r_{1},r_{2},\ldots ,r_{n}\}} відображення в гранях многогранника, і нехай {\displaystyle \pi /m_{ij}} є двогранний кут між гранями {\displaystyle i} і {\displaystyle j}. Нехай {\displaystyle m_{ij}=\infty }, якщо грані не утворюють двогранного кута у многограннику, і {\displaystyle m_{ii}=1}. Тоді групу Коксетера можна задати так:
{\displaystyle \left\langle r_{1},r_{2},\ldots ,r_{n}\mid (r_{i}r_{j})^{m_{ij}}=1\right\rangle }

## Варіації та узагальнення
- Групами Коксетера також називають узагальнення класу груп, описаного вище, що визначається за допомогою задання:
{\displaystyle \left\langle r_{1},r_{2},\ldots ,r_{n}\mid (r_{i}r_{j})^{m_{ij}}=1\right\rangle },

де {\displaystyle m_{ii}=1} і {\displaystyle m_{ij}\geqslant 2} при {\displaystyle i\neq j}.